# Уэмбли (район)
Уэмбли (англ. Wembley; IPA: /ˈwɛmbli/) — район в Лондоне. Расположен в северо-западной его части. Входит в состав Большого Лондона. Часть боро Брент. Здесь находятся знаменитый стадион и спортивная арена, которые получили название района. С 1894 по 1965 года Уэмбли был городским округом. В 1965 году он слился с городским округом Вилсденом и стал частью Брента и его основным районом.
Происходит от староанглийского имени «Wemba» и слова «Lea» (означает на лугу или поляне). Впервые упоминается в грамоте 825 года.